# Waris Dirie
Waris Dirie (somali : Waris Diiriye ; arabe : واريس ديري), née en 1965 dans la région de Gallacio en Somalie, est une écrivaine, ancienne mannequin et actrice. Elle a été, durant plusieurs années, ambassadrice de l'ONU, chargée des questions de mutilations sexuelles.

## Biographie
Infibulée à l'âge de cinq ans, elle n'a que treize ans lorsqu'elle s'enfuit du camp nomade où elle vit avec ses parents, des éleveurs, et ses onze frères et sœurs, pour échapper à un mariage arrangé avec un homme de 60 ans. Après plusieurs jours d'errance dans le désert somalien, elle gagne Mogadiscio, capitale de la Somalie.
Elle rejoint ensuite Londres où elle travaille pour l'ambassadeur de Somalie à Londres qui est aussi son oncle. Le renversement du gouvernement somalien force l'ambassadeur et sa famille à repartir en Somalie. Waris se retrouve seule à Londres, ne parlant pas anglais. Après quelques mois de travail dans un resto-rapide et logeant dans un YMCA, elle est repérée par le photographe britannique Terence Donovan qui la fait poser pour la couverture du renommé calendrier Pirelli en 1987. Une carrière internationale de top model commence.
La même année, Waris Dirie joue un second rôle dans le film de James Bond Tuer n'est pas jouer. Elle apparaît sur les podiums de Londres, Milan, Paris et New York, et dans des magazines de mode tels que Elle, Glamour et Vogue.
Au milieu des années 1990, lors d'une entrevue pour le magazine Marie Claire, elle témoigne de son infibulation et des mutilations sexuelles subies encore par des millions de fillettes en Afrique. Elle est alors contactée par le Fonds des Nations unies pour la population et devient ambassadrice de bonne volonté de l'ONU contre les mutilations génitales féminines. Elle abandonne ces fonctions depuis 2003 et continue son action au travers de sa fondation.
En 1995, la BBC diffuse le documentaire A Nomad in New York sur sa carrière de mannequin.
En 1998, Waris Dirie écrit son premier livre avec Cathleen Miller, Fleur du désert, une autobiographie qui devient un best-seller international. Plus de 11 millions d'exemplaires sont vendus dans le monde, dont 3 millions en Allemagne. Elle publie ensuite d'autres livres, notamment L'Aube du désert, A Letter to My Mother et Desert Children, ce dernier étant lancé en même temps qu'une campagne européenne contre les mutilations génitales.
En 2002, elle fonde la Waris Dirie foundation, devenue la Desert Flower Foundation à Vienne dans le but de sensibiliser aux mutilations génitales. Elle fonde également la Desert Dawn Foundation, qui finance des écoles et des hôpitaux en Somalie et soutient la Zeitz Foundation, une organisation qui agit pour le développement durable.
En 2005, elle est naturalisée Autrichienne. Elle habite à Gdansk en Pologne avec ses deux enfants et les deux enfants de son frère qu'elle a adoptés,.

## Lutte contre les mutilations sexuelles
- 2002 : Waris Dirie fonde la Waris Dirie Fondation dont le siège est en Autriche.
- 2005 : Elle rencontre 25 ministres d'État pour discuter des mesures à prendre pour lutter contre les mutilations génitales féminines.
- 2006 : L'Union européenne décide de combattre officiellement les mutilations sexuelles pour la première fois de l'histoire.
- 2007 : Waris Dirie commence une campagne de prévention avec Scotland Yard et la BBC en Grande-Bretagne. Quatorze États africains dont le Kenya, le Ghana, le Burkina Faso, la Côte d'Ivoire, le Bénin, le Togo ont déclaré la pratique des mutilations sexuelles totalement illégale.
- 2007 : Waris Dirie reçoit le titre de chevalier de la Légion d'honneur pour son travail.
- 2009 : Elle devient membre du conseil d'administration de la nouvelle fondation PPR pour la dignité et le droit des femmes, soutien d'une vingtaine de projets en partenariat avec les ONG locales et internationales, notamment au Mali, en Inde, au Pakistan, au Nicaragua et en France.

« Les gens doivent comprendre que la mutilation génitale féminine n’a rien à voir avec la tradition, la religion ou la culture. C’est une forme perverse d’abus infligé aux enfants. Tous les pays du monde devraient prendre de sérieuses et drastiques mesures contre ceux qui commettent ces crimes. »

— Waris Dirie, BBC, 29 septembre 2010.

## Publications
- 1998 : Fleur du désert : du désert de Somalie à l'univers des top-models (Desert Flower) en collaboration avec Cathleen Miller
- 2002 : L'Aube du désert (Desert Dawn) en collaboration avec Jeanne d'Haem
- 2005 : Desert Children (non traduit en français)
- 2007 : A letter to my mother
- 2013 : Saving Safa - Rescuing a little girl from FGM

## Filmographie

### Comme figurante
- 1987 : Tuer n'est pas jouer (The Living Daylights) de John Glen, rôle de silhouette[13]

### Film sur sa vie
- 2009 : Fleur du désert de Sherry Hormann (date de sortie cinéma en France : 10 mars 2010). Le rôle de Waris Dirie est interprété par Liya Kebede[4]..

## Récompenses
- 12 juillet 2007 : Chevalier de la Légion d'honneur pour son travail humanitaire[14]
- 9 février 2019[15] : Prix Sunhak pour la paix

## Hommages
En 2009, Sherry Hormann réalise le film Fleur du désert d'après l'autobiographie éponyme de Waris Dirie avec la mannequin éthiopienne Liya Kebede jouant son personnage. Le film est diffusé dans 20 pays, dont la France, l'Espagne, Israël, la Grèce, la Pologne et le Brésil. Le film remporte de nombreux prix, dont le prix de la production au Bayerischer Filmpreis à Munich, il est nommé au Deutscher Filmpreis et remporte le prix du public dans la catégorie "Meilleur film européen" au festival international du film de San Sebastián.